# 岡崎伸吉
岡崎 伸吉（おかざき しんきち、1950年〈昭和25年〉1月7日 - ）は日本の元競馬騎手、美浦トレーニングセンター育成牧場長である。

## 来歴
17歳で騎手としてデビューする。主に北関東競馬で活動していたが、中央競馬にも挑戦し、スピードリッチとコンビを組む。
引退後は美浦トレーニングセンター近くの育成牧場場長として迎え入れられ、馬の育成に携わっている。
2019年現在は東京都西新宿の株式会社セカンドの情報顧問として広告にて活動している。
| スタブアイコン | サブスタブ | この項目は、まだ閲覧者の調べものの参照としては役立たない、スポーツ関係者に関連した書きかけの項目です。この項目を加筆・訂正などしてくださる協力者を求めています（P:スポーツ/PJ:スポーツ人物伝）。 |